# Joan Vilà i Valentí
Joan Vilà i Valentí (Sallent, Bages 29 de març de 1925 - Barcelona, 23 d'agost de 2020) fou un geògraf català.
Tot i que el 1947 es llicencià en història a la Universitat de Barcelona, es decantà per la geografia i completà els seus estudis a la Societat Catalana de Geografia, a l'Institut Francès i a la universitat de Bordeus, tenint com a mestres Lluís Solé i Sabarís, Pierre Deffontaines,  Salvador Llobet i Louis Papy. Inicià els seus estudis en història econòmica medieval, però influït pels seus mestres, aviat es decantà cap a la geografia regional de la península Ibèrica i d'Amèrica Llatina.
Es doctorà a Madrid el 1956 amb una tesi sobre el Bages. El 1958 obtingué la càtedra de la universitat de Múrcia, però el 1965 aconseguí la de la Universitat de Barcelona, on el 1966 hi creà el Departament de Geografia i el 1967 inicià la Revista de Geografía. Alhora, el 1966 creà els estudis nocturns i la delegació universitària a Palma, que després esdevindria Universitat de les Illes Balears.
Col·laborà en nombroses revistes especialitzades i va dirigir obres de divulgació i d'ensenyament de la geografia. Fou vicepresident de la Unió Geogràfica Internacional (1980-1988), membre numerari de l'Institut d'Estudis Catalans, de l'Acadèmia de Bones Lletres de Barcelona i de l'Acadèmia de Ciències i Arts de Barcelona. El 1994 va rebre la Creu de Sant Jordi.

## Obra
- La Península Ibérica, Ariel, 1968 (en castellà i francès)
- Campo y ciudad en la geografía española (en castellà). Salvat, 1970 amb Horacio Capel.
- El món rural a Catalunya. Barcelona,: Curial, 1973. ISBN 84-7256-018-X
- Geografía de España.2.vols. (en castellà). (Dir.) Vitoria, 1975. Ediciones Danae
- Geografía de América Latina (coordinador, 1975), (en castellà)
- Introducción al estudio teórico de la geografía (en castellà). 1a. ed. Barcelona: Ariel, 1983. ISBN 84-344-3437-7
- El conocimiento geográfico de España : geógrafos y obras geográficas (en castellà). Madrid: Editorial Síntesis, [1989]. ISBN 84-7738-045-7.
- Pau Vila i Dinarès : semblança biogràfica. Barcelona: Institut d'Estudis Catalans. Secció de Filosofia i Ciències Socials, 2006. ISBN 84-7283-857-9